# Schiffneriolejeunea
Schiffneriolejeunea là một chi rêu trong họ Lejeuneaceae.